# Mallotus japonicus
Mallotus japonicus är en törelväxtart som först beskrevs av Carl von Linné d.y., och fick sitt nu gällande namn av Johannes Müller Argoviensis. Mallotus japonicus ingår i släktet Mallotus och familjen törelväxter. Inga underarter finns listade i Catalogue of Life.

## Bildgalleri

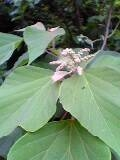
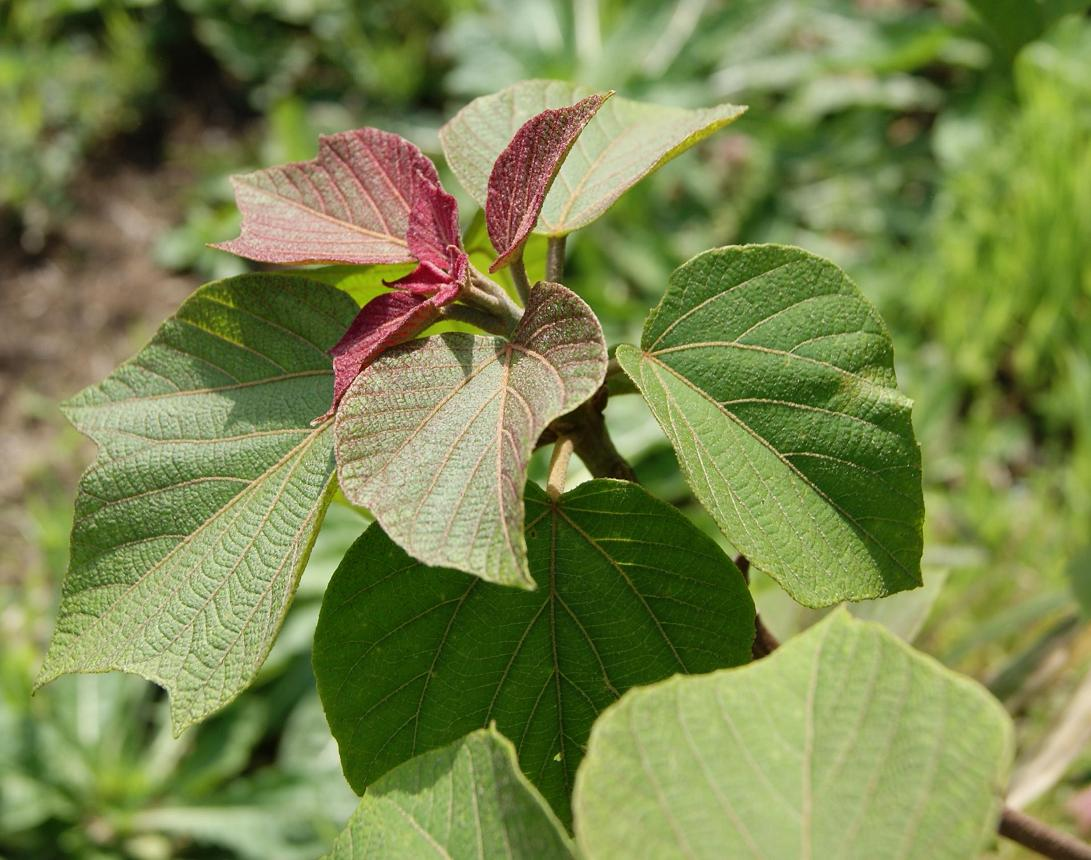
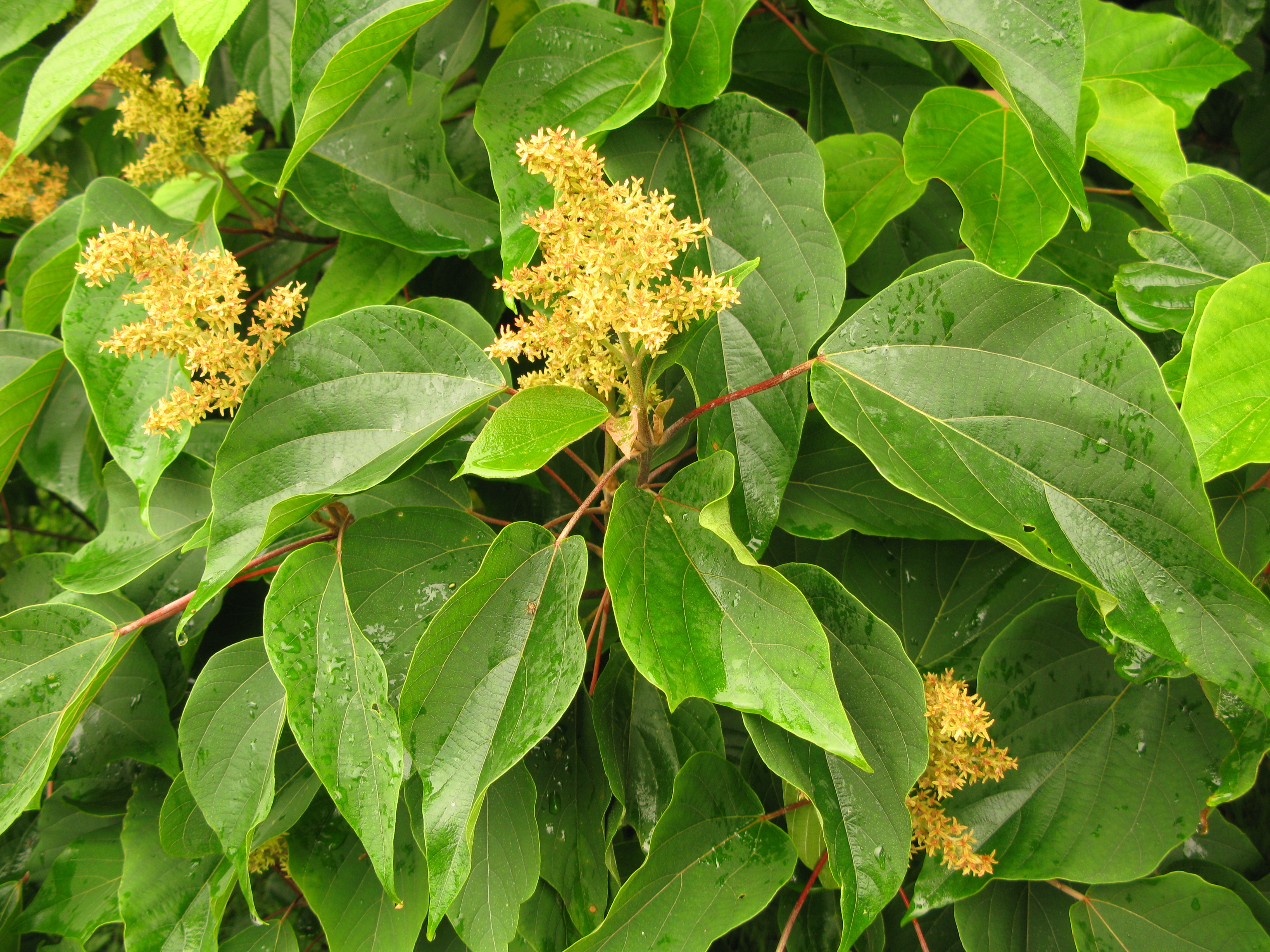
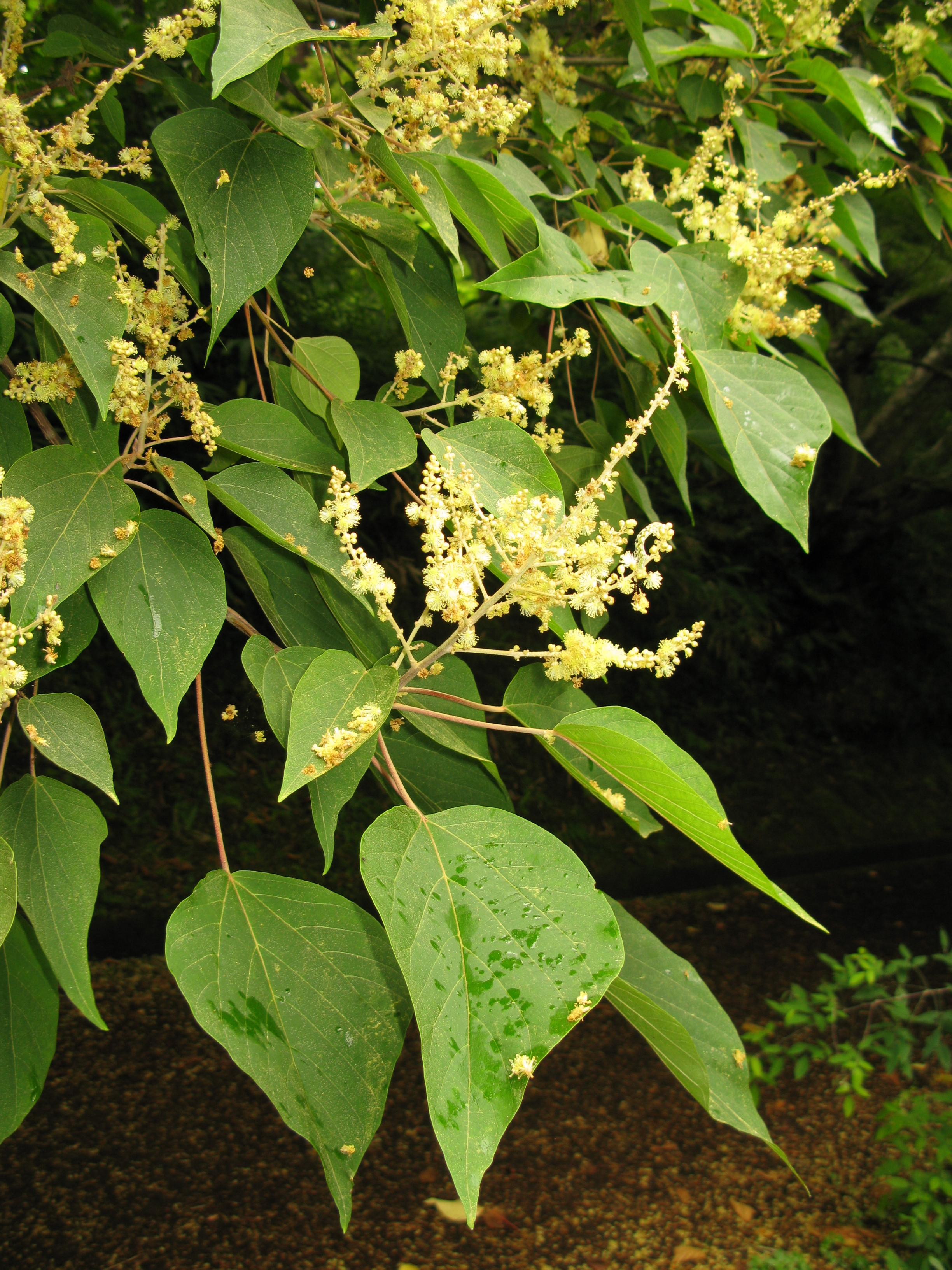
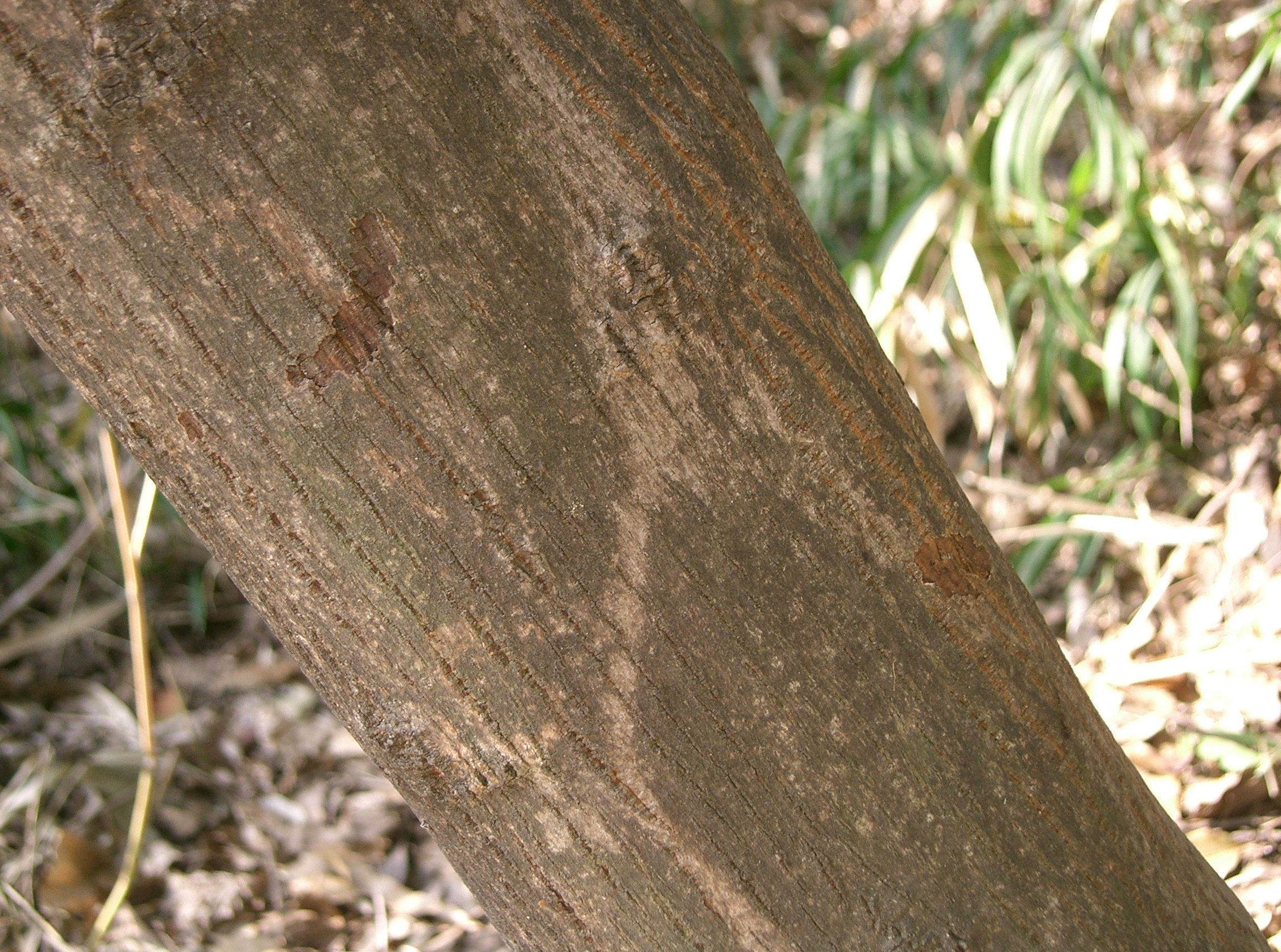